# Сюзанна Саварі-Полідорі
Сюзанна Саварі-Полідорі (23 серпня 1930, Тьйонвіль, нині департамент Мозель, регіон Гранд-Ест — 8 грудня 2016 ) — французька художниця, член незалежної Художньої академії в Парижі, дипломатка, громадська діячка, меценатка, почесна громадянка Одеси (1999).

## Життєпис
Народилася в 1930 році в родині інженера-металурга в місті Тіонвілі. Її рід веде відлік з часів Наполеона Бонапарта, у якого предок Сюзанни був міністром поліції при імператорі. З боку матері в роду було багато музикантів. Мати була піаністкою. У 12 років Сюзанна почала вчитися грати на скрипці в Ніцці і паралельно займалася живописом у відомого художника-реаліста Анрі Кадью. Її перші малюнки були виконані вугіллям. Перша виставка відбулася 1955 року. З того часу її картини — пейзажі, натюрморти, композиції виставляються у містах Франції, Бельгії, Монако, Люксембургу, Німеччини, Швейцарії, Португалії, Японії, США, Канади, а також в Одесі та Львові.
В Одесу вперше приїхала як турист на один день в 1969 році разом зі своїм чоловіком Андре-Едельвейсом Полідорі, учасником французького Опору у роки Другої світової війни, ініціатором тієї поїздки. У порту вона познайомилася з викладачкою Одеського державного університету, з якою потім вела тривале листування. Жінки зблизилися на ґрунті особистого горя. У той час французька художниця втратила маму та батька, а її одеська знайома — двох синів. Після того Сюзанна Саварі часто приїжджала до Одеси та привозила багато цінних подарунків для культурних закладів міста.

## Громадська та меценатська діяльність
Першим подарунком Одесі була її картина «Букет дружби». Музею західного і східного мистецтва художниця подарувала 16 своїх картин, понад 120 цінних предметів прикладного мистецтва, 2000 книг, журналів, альбомів (рідкісні видання з історії, каталоги, енциклопедії). Одеська національна наукова бібліотека, крім 800 цінних книг, газет, мальовничих полотен отримала й унікальні вироби декоративно-ужиткового мистецтва ХІХ століття, що належали роду Саварі. На своє 200-річчя Літературний музей отримав від неї рідкісні екземпляри книг Бабеля, Паустовського, Олеші, Ільфа та Петрова, перекладені французькою мовою, а також французьких авторів ХІХ-ХХ ст. Музею морського флоту художниця подарувала двотомний енциклопедичний словник з історії та будівництва вітрильних суден та сучасних шхун.
У Франції Саварі займається пошуками матеріалів з історії Одеси та України. Розшукавши в одному з антикварних магазинів Франції бібліографічну рідкість — тритомний трактат про сім'ю Рішельє — Сюзанна Саварі подарувала його та гравюру ХІХ століття «Стара Одеса» Одеському історико-краєзнавчому музею. Одеській музичній академії ім. А. В. Нежданової подарувала багато збірок музичних творів — фортепіанних, гітарних, вокальних, які відсутні у бібліотеках України. У Швейцарії вона знайшла віллу Сергія Рахманінова, намалювала її і подарувала картину цьому ж навчальному музичному закладу. Одеській обласній Раді миру Сюзанна Саварі передала Атлас поховань радянських солдатів, які загинули на території Франції в роки Другої світової війни.
Завдяки Сюзанні Саварі у Франції дізналися, що портрет першого одеського градоначальника Армана Емманюеля де Рішельє, написаний Віктора Юбера, знаходиться в Одесі.
У Міжнародній академії (Париж) французька художниця організувала виставку одеського скульптора Олексія Рижова з його гемою «Скорбота Чорнобиля» та художника-кераміста Діни Клюфгант. Обидві роботи були удостоєні срібних медалей, а Рижов отримав ще й особливу премію.
У 1998 році Сюзанна Саварі організувала благодійне турне до Франції камерного ансамблю «Ренесанс» — солістів Одеської філармонії, який дав кілька концертів в департаменті Лотарингія, а потім в Люксембурзі. Всього відбулося сім концертів у Тіонвілі, Ютсі, Меці та інших містах.
У 1998 році Сюзанна Саварі організувала відправку з Франції гуманітарної допомоги багатодітним сім'ям Одеси.

## Відзнаки та пам'ять
Одесити організували збір підписів під зверненням до міського голови про присвоєння мадам Сюзанні Саварі-Полідорі звання «Почесний громадянин міста Одеси», яке було їй присвоєно 14 вересня 1999 року. У 2006 році їй також було урочисто вручено Почесний знак голови облдержадміністрації за вагомий внесок у розвиток дружніх відносин між Україною та Францією.
Сюзанна Саварі — володарка золотих медалей на виставках Європи та Америки. Удостоєна вищої французької нагороди «Золотий зеніт» за багатогранну громадську роботу.
В Одесі проводяться виставки, присвячені її пам'яті.